# Синафобранховые
Синафобранховые, или слитножаберные угри (лат. Synaphobranchidae), — семейство морских глубоководных лучепёрых рыб из отряда угреобразных.

## Внешний вид и строение
Тело слитножаберных угрей удлинённое, жаберные отверстия расположены на уровне грудных плавников, голова конической формы. Некоторые виды семейства достигают крупных размеров: Diastobranchus capensis, обитающий в водах Южной Африки и Австралии, достигает длины 1,8 м.

## Развитие
В стадии лептоцефала слитножаберные угри могут распространяться на достаточно большие расстояния, но проходят метаморфоз на глубине.

## Распространение
Обитают на глубинах до 3000—4000 метров во всех океанах, главным образом в тропической зоне. Хотя некоторые из слитножаберных угрей встречаются далеко за границами тропиков — вплоть до Исландии и Берингова моря, но в этих широтах они, вероятно, не могут размножаться.

## Образ жизни
Слитножаберные угри — хищники и пожиратели падали, питающиеся рыбой, головоногими моллюсками и ракообразными.

## Классификация
В составе семейства выделяют три подсемейства, 12 родов и примерно 32 вида, наиболее известны синафобранхи (Synaphobranchus) — щеки покрыты чешуёй, и гистиобранхи (Histiobranchus), у которых щёки голые.

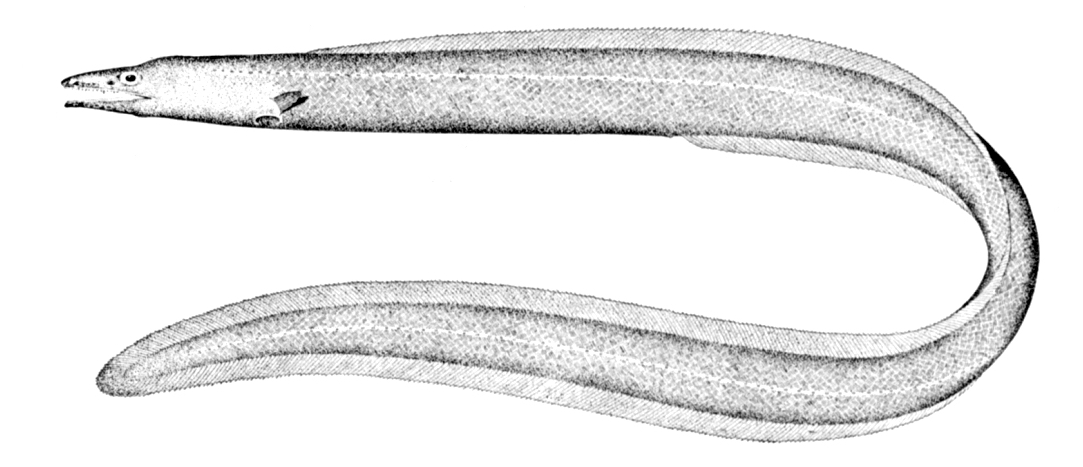
Ilyophis brunneus

- Подсемейство Ilyophinae, 7 родов. Голова уплощённая, закруглённая; нижняя челюсть укороченная, тело без чешуи, у некоторых видов отсутствуют грудные плавники.
  - Род Atractodenchelys Robins & Robins, 1970
  - Род Dysomma Alcock, 1889
  - Род Dysommina Ginsburg, 1951
  - Род Ilyophis Gilbert, 1891
  - Род Linkenchelys Smith, 1989
  - Род Meadia Böhlke, 1951
  - Род Thermobiotes Geistdoerfer, 1991

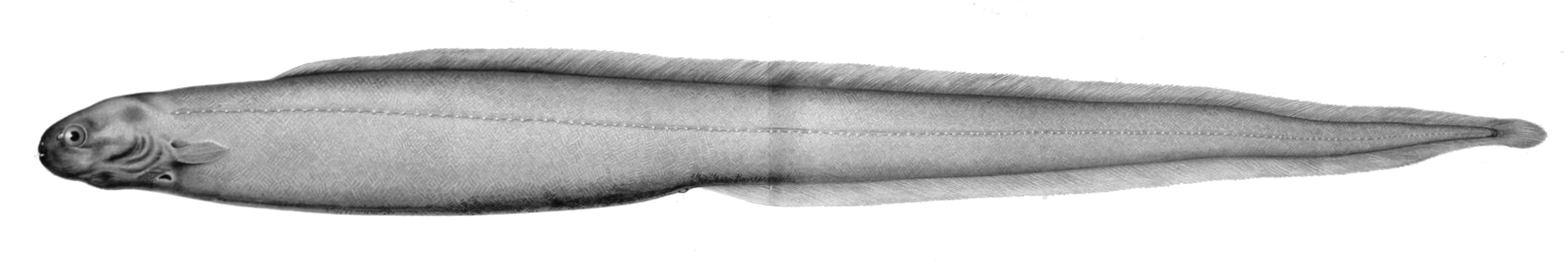
Simenchelys parasiticus

- Подсемейство Simenchelyinae, монотипическое.
  - Род Simenchelys Gill in Goode & Bean, 1879

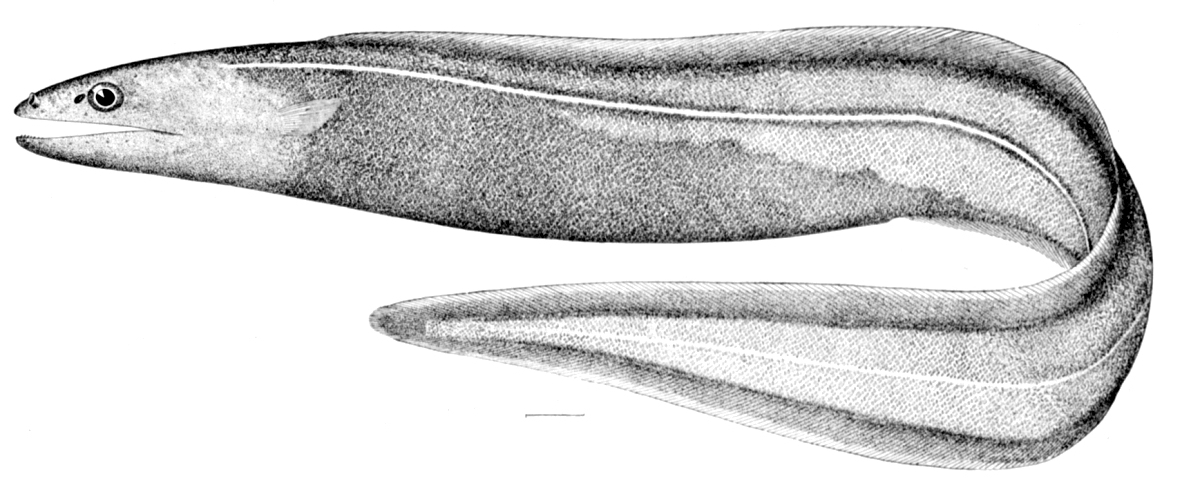
Histiobranchus bathybius

- Подсемейство Synaphobranchinae, 4 рода. Голова сжата с боков, заострённая; нижняя челюсть удлинённая, тело покрыто чешуёй, жаберные отверстия соединены между собой.
  - Род Diastobranchus
  - Род Haptenchelys Robins & Martin in Robins & Robins, 1976
  - Род Histiobranchus Gill, 1883
  - Род Synaphobranchus Johnson, 1862